# 19e régiment d’infanterie
Das 19e régiment d’infanterie, aufgestellt als Régiment de Lesdiguières gehörte zu den ehemaligen Regimentern der französischen Armee (Armée française). Dem zeitweilig auch de Sault genannten Regiment wurde nachgesagt: « Gardez-vous du feu, de l’eau et du régiment de Saulx » (Hüte dich vor dem Feuer, dem Wasser und dem Régiment de Sault).
Zwischen 1616 und 1635 wurden einige neue Regimenter in den permanenten Status versetzt. Es handelte sich dabei um die sogenannten Petits vieux, die «kleinen Alten».  Es waren:
Régiment de Bourbonnais,
Régiment de Bèarn,
Régiment d’Auvergne,
Régiment de Flandre,
Régiment de Guyenne,
Régiment du Roi.

## Aufstellung und signifikante Änderungen
- 1597: Aufgestellt als Régiment de Lesdiguières
- 16. August 1597: umbenannt in: Régiment de Sault
- 14. November 1691: Drei Kompanien mussten zur Aufstellung des Régiment de Chartres  abgegeben werden.
- 17. Oktober 1703: umbenannt in: Régiment de Tessé.
- 7. Juli 1732: umbenannt in: Régiment de Tallard.
- 8. Oktober 1739: umbenannt in: Régiment de Monaco.
- 1. Februar 1749: umbenannt in: Régiment de Belsunce.
- 20. Februar 1761: umbenannt in: Régiment de Rougé.
- 10. Dezember 1763: umbenannt in: Régiment de Flandre.
- 10. Dezember 1776: aus zwei Bataillonen des Regiments wird das Régiment de Cambrésis aufgestellt.
- 1. Januar 1791: umbenannt in: 19e régiment d’infanterie de ligne

- 1793: Erste Heeresreform Das Regiment wurde als 1er bataillon „ex Flandre“ zur 37e demi-brigade de bataille und als 2e bataillon „ex Flandre“ zur 38e demi-brigade de bataille abgestellt. Damit endet der zunächst der Regimentsverband und auch die Traditionslinie

- 1803: Umbenennung der „19e demi-brigade d’infanterie de ligne“[2] in 19e régiment d'infanterie de ligne (de facto Weiterführung der Regimentstradition)

- 1815: entlassen
- 1816: Wiederaufstellung als Légion des Hautes-Alpes
- 1854: umbenannt in:  19e régiment d’infanterie de ligne
- 1882: umbenannt in: 19ee régiment d’infanterie
- 1914: Bei der Mobilisation wurde das etatmäßige Reserveregiment, das 219e régiment d’infanterie aufgestellt
- 1920: aufgelöst
- 1939: Am 2. September wurde das   19e RI in Landerneau wieder aktiviert und am 5. September in Dienst gestellt.
- 1940: Durch Feindeinwirkung zerschlagen
- 1964: Am 11. Juni als gekadertes Regiment der Territorialverteidigung in Brest wieder  errichtet (19e régiment d’infanterie de défense)
- 1979: Umwandlung in ein aktives Regiment
- 1998: Auflösung

## Mestres de camp/Colonels
Mestre de camp war von 1569 bis 1661 und von 1730 bis 1780 die Rangbezeichnung für den Regimentsinhaber und/oder für den mit der Führung des Regiments beauftragten Offizier. Die Bezeichnung „Colonel“ wurde von 1721 bis 1730, von 1791 bis 1793 und ab 1803 geführt.
Nach 1791 gab es keine Regimentsinhaber mehr.
Sollte es sich bei dem Mestre de camp/Colonel um eine Person des Hochadels handeln, die an der Führung des Regiments kein Interesse hatte (wie z. B. der König oder die Königin), so wurde das Kommando dem „Mestre de camp lieutenant“ (oder „Mestre de camp en second“) respektive dem „Colonel-lieutenant“ oder „Colonel en second“ überlassen.
- 23. Juni 1767: Colonel Joseph Anne Maximilien de Croÿ d’Havré
- 29. Juni 1792: Colonel Charles Joseph Leyris Desponchès
- 13. April 1809: Colonel Joseph-Emmanuel Aubry
- Colonel Joseph de Brauer. 1858 vor Beginn des Sardinischen Krieges, wurde er Kommandeur des Regiments.  Grand-officier der Légion d’honneur, verstarb er am 3. Juli 1887 auf seinem Besitz Urcel im Département Aisne
- 1870 – ?: Colonel de Launay

(…)
- 1939 – 1940:  Commandant Bretillon

## Uniformen des Ancien Régimen

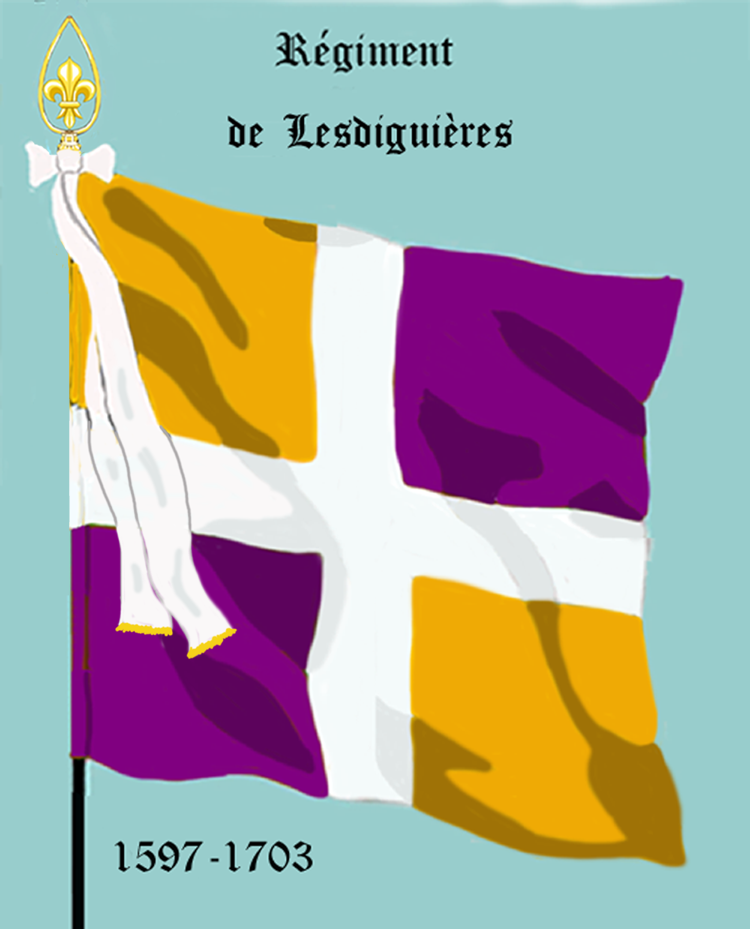
Fahne des Rég Lesdiquières und aller Folgeverbände
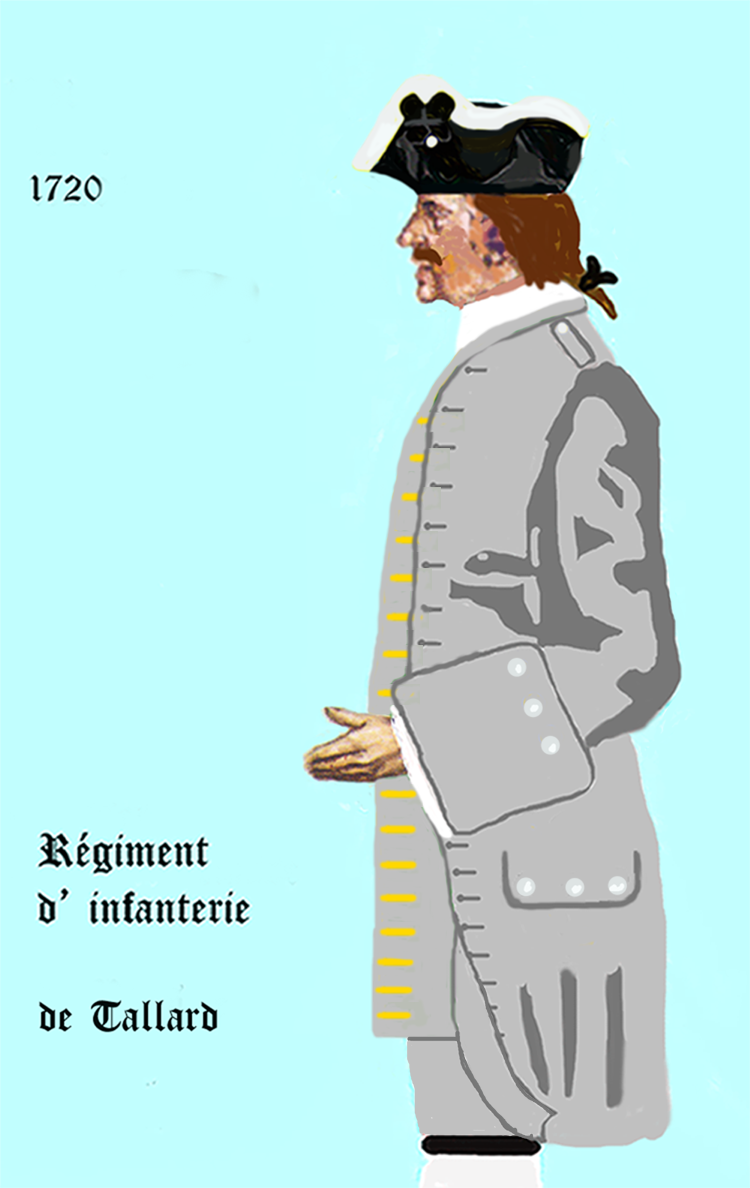
Rég Tallard 1720
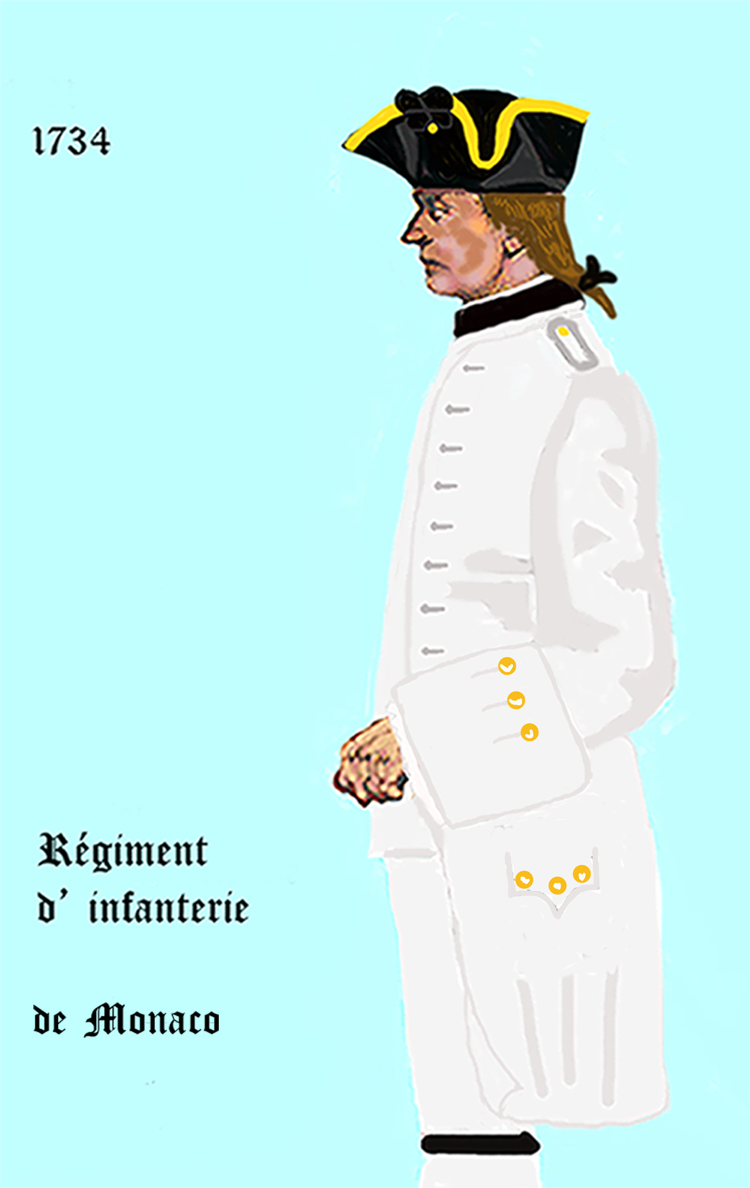
Rég Monaco 1734
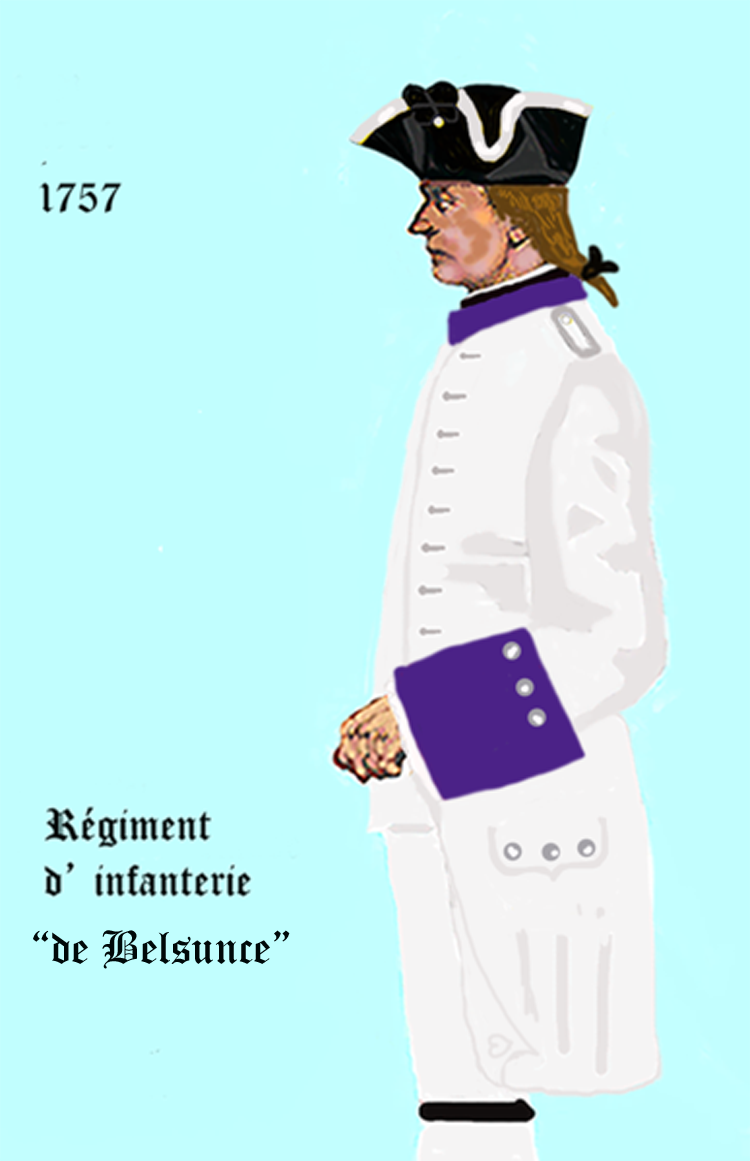
Rég Belsunce 1757
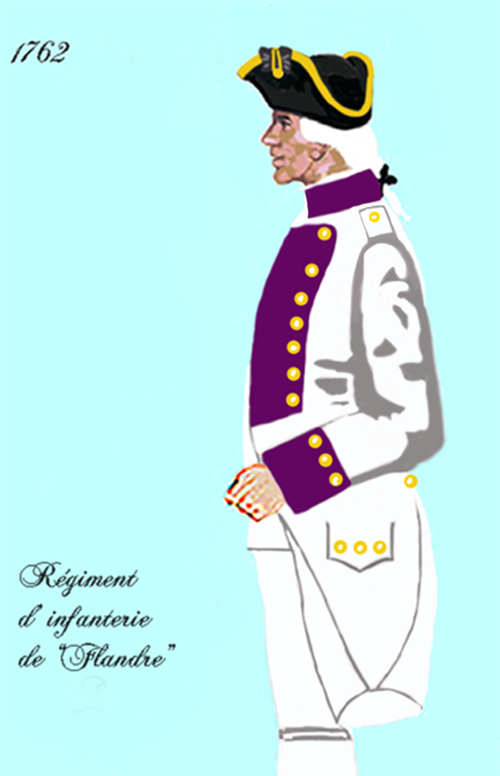
Rég Flandre 1762
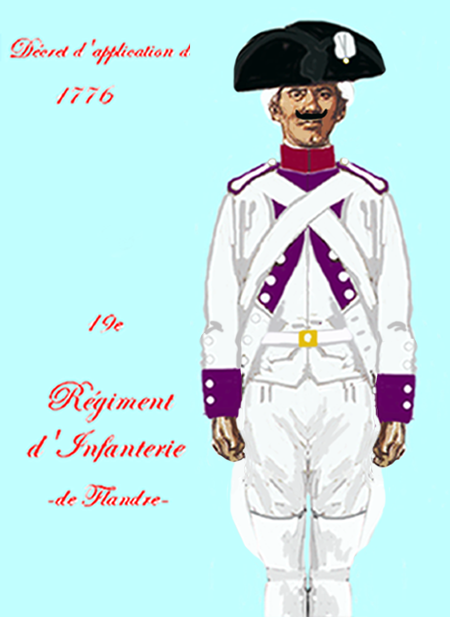
Rég Flandre 1776–1779
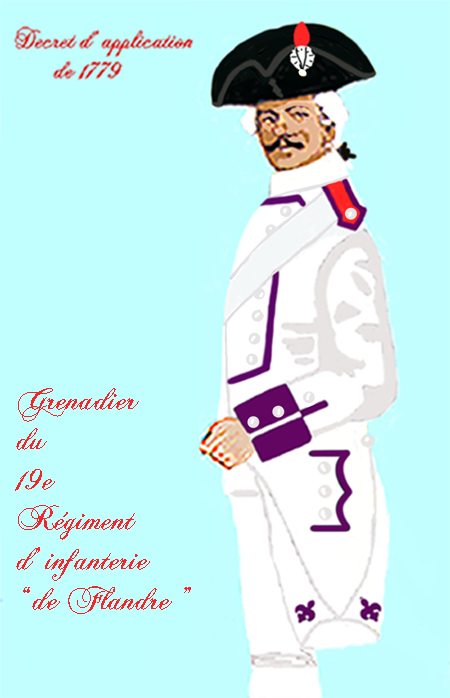
Rég Flandre 1779–1791
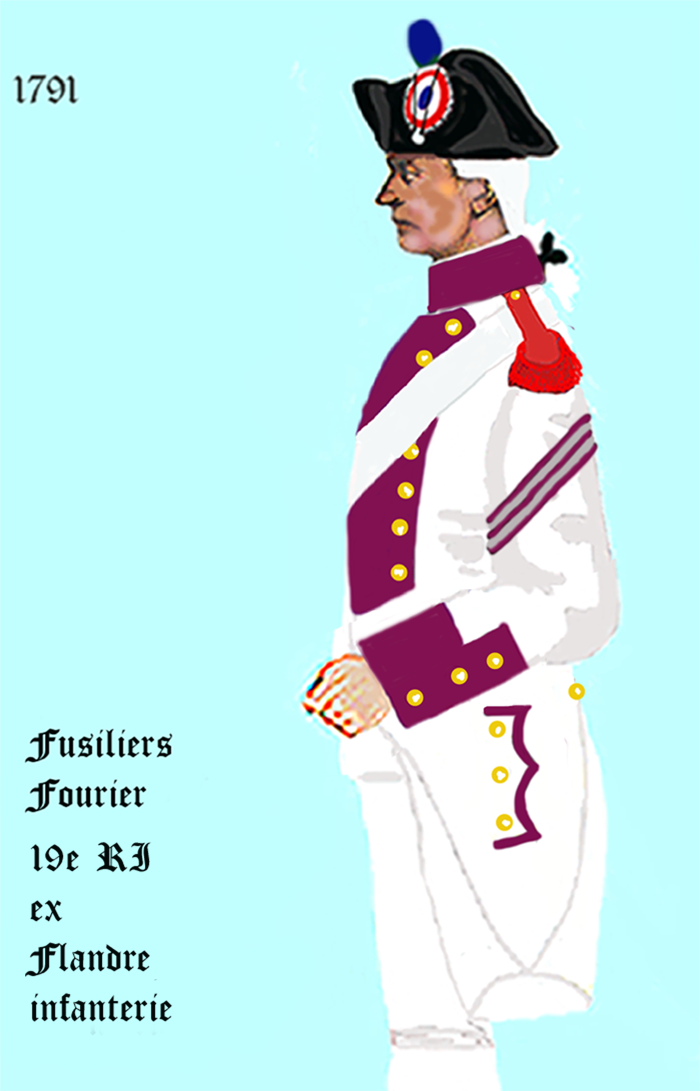
19ee régiment d’infanterie de ligne 1791 - 1792
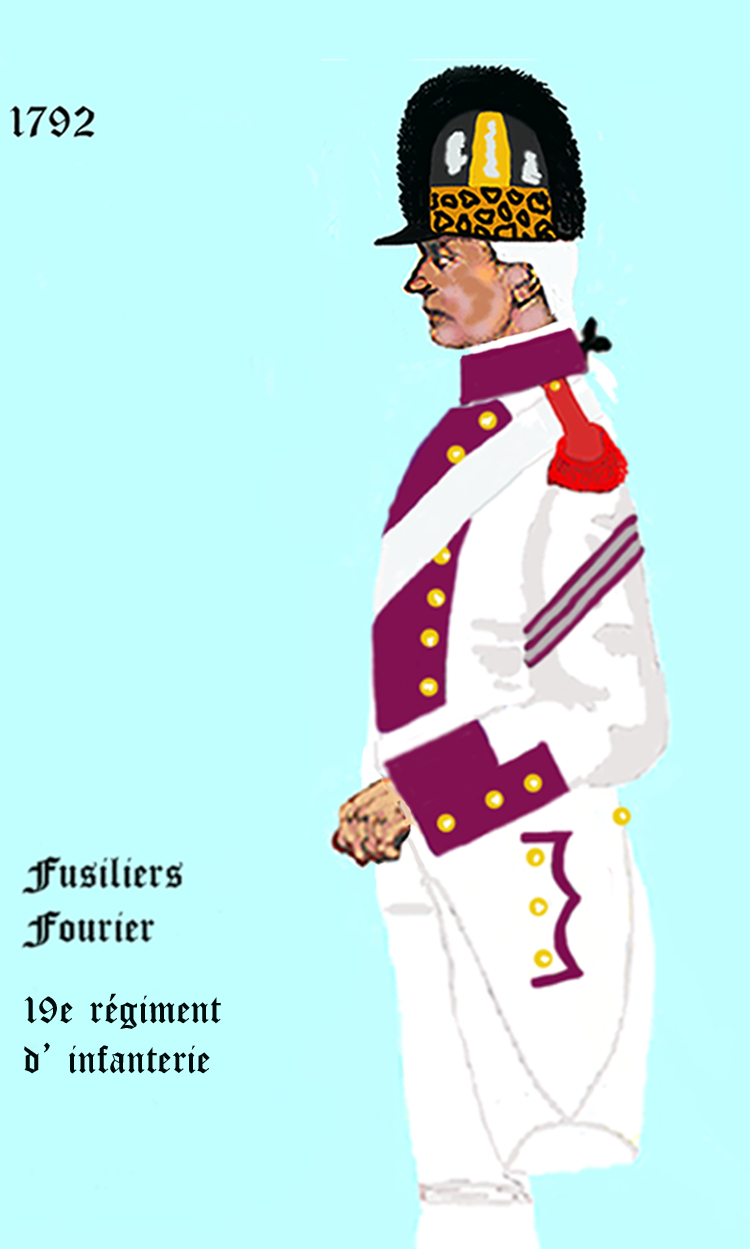
19e régiment d’infanterie de ligne  1792 - 1794

## Einsatzgeschichte

### Achter Hugenottenkrieg
- 1597: Einnahme von Aiguebelle (Kanton Aiguebelle)

### Französisch-Savoyardischer Krieg  (1600–1601)
- 1600: Belagerung und Einnahme von Montmélian (Savoyen), Einnahme von Conflans, Einnahme von Charbonnières, Belagerung von Chambéry, Einnahme von Miolans

### Mantuanischer Erbfolgekrieg
1625: Verrue
1629: Schlacht am Pas de Suse

### Französisch-Spanischer Krieg (1635–1659)
- 1636: Buffalora
- 1640: Casal
- 1645: Roses
- 1646: Porto-Longone
- 1650: Im September zog zusammen mit dem Régiment de La Marine zur Unterstützung der Garnison von Mouzon, das von den Spaniern belagert wurde. Im Dezember Einsatz in der Schlacht bei Rethel.

### Holländischer Krieg
1672: Übergang über den Rhein
1678: Belagerung von Puigcerdà

### Pfälzischer Erbfolgekrieg
- 1688: Belagerung von Philippsburg
- 1693: La Marsaille
- 1694: wurde das Regiment zur Armee nach Katalonien abkommandiert und nahm am Gefecht bei Ter und der Einnahme von Girone, Palamos, Hostalrich und Castelfollit teil. Im folgenden Jahr verteidigte es Palamos und d’Hostalrich und zeichnete sich beim Entsatz von Castelfollit aus, wo es, zusammen mit dem Régiment de Touraine die spanischen Gräben attackierte.
- 1697: Barcelona

### Spanischer Erbfolgekrieg
- 1702: Luzzara
- 1704: Verceil
- 1733: Kehl

### Österreichischer Erbfolgekrieg
- 1746: Schlacht bei Roucourt
- 1747: Schlacht bei Lauffeldt

### Siebenjähriger Krieg
- 1757: Schlacht bei Hastenbeck
- 1758: Schlacht bei Lutterberg
- 1759: Schlacht bei Minden
- 1761: Schlacht bei Vellinghausen

### Kriege der Revolution und des Empire
Während des Aufstandes war das „Régiment de Flandre“ am 5. und 6. Oktober 1789 zum Schutz des Schlosses von Versailles abgestellt. Es geschah dies auf Wunsch von König Ludwig XVI. der um seine und die Sicherheit der königlichen Familie fürchtete.
- 1792: Kanonade bei Valmy, Schlacht bei Jemappes
- 1793: Schlacht bei Wattignies
- 1794: Zuweisung zur «Armée du Nord» Schlacht bei Mouscron

Zwischen 1794 und 1804 existierte kein Regiment mit der Nr. 19
- 1807: Belagerung von Danzig
- 1809: Schlacht bei Wagram
- 1810: Schlacht bei Buçaco
- 1812: Russlandfeldzug, Erste Schlacht bei Polozk, Zweite Schlacht bei Polozk, Schlacht an der Beresina
- 1813: Feldzug in Deutschland, Schlacht um Dresden, Schlacht bei Hanau, Völkerschlacht bei Leipzig
- 1814: Feldzug in Frankreich
  - Schlacht bei St. Dizier,
  - Schlacht bei Brienne,
  - Schlacht bei Montereau
- 1815: Feldzug in Belgien
  - Schlacht bei Waterloo

### 1815–1848
Das 19e RI war der Brigade Aulard, der Division Donzelot im 1e Corps Drouet d’Erlon zugeteilt. Zwei Bataillone mit zusammen 1055 Mann verließen Douai am 10. Juni 1815 unter dem Befehl von Colonel Jean Aimable Trupel. Nachdem die Einheit am 12. Juni in Valenciennes die Adler erhalten hatte, überschritt sie am 15. Juni die Sambre und bezog am 15. Juni ein Biwak südlich Mont St. Jean. Das Regiment kämpfte am 17. Juni in der Schlacht von Waterloo und zog sich ab dem 18. Juni über Charleroi, Solre sur Sambre, Laon, Compiègne, Senlis und Paris nach St. Maixent zurück. Zwischen dem 16. und 24. September wurde es in Ribérac gemäß den Anordnungen vom 15. Juli aufgelöst. Diese Anordnungen bestimmten auch, dass an Stelle der kaiserlichen Regimenter «Légions départementales» (Département-Legionen) treten sollten. Aus den Überresten des Regiments wurde in Gap die «Légion des Hautes-Alpes» aufgestellt.
Französische Invasion in Spanien: das Regiment stand in Barcelona
Belgische Revolution - Belagerung von Antwerpen

### Krimkrieg
- 1854: Schlacht an der Alma, Schlacht bei Inkerman
- 1855: Belagerung von Sewastopol

### Deutsch-Französischer Krieg
- 1870: Am 15. Juli erfolgte die Kriegserklärung an Deutschland. Das Regiment verließ Paris mit einer Gesamtstärke von 1642 Mann, gegliedert in drei Bataillone. Es war zur «Brigade Nayral» in der  «Division Castagny»  im «3e Corps»  der «Armée de Metz» kommandiert. Am 14. August Teilnahme an der Schlacht bei Colombey. Die Festung Metz kapitulierte am 28. Oktober. Nach seinem Wechsel zur Garde Impériale wurde der Colonel Launay durch Colonel Bréard ersetzt.

Am 16. August 1870 wurde ein viertes Bataillon gebildet, das zum größten Teil aus Nachersatz bestand. Dieses Bataillon wurde dann nach dem Verlassen des Rekrutendepots zur Aufstellung des «6e régiment de marche» (6. Marschregiment) herangezogen. Es wurde der «1re brigade» der «1re division» im «13e corps d'armée» zugeteilt.
Am 21. September wurde das Rekrutendepot des Regiments von Alençon zunächst nach Rennes und dann nach Laval verlegt, wo es am 7. Oktober das Marschbataillon des 19e RI aufstellte, das der «2eeArmée» (Armée de la Loire) zugeteilt und in das Camp d'Yvré-L'Évêque verlegt wurde.
- 1871: Während das «19e bataillon de marche» an den Kämpfen der «Armée de la Loire» bei Le Mans teilnahm, verließ das Rekrutendepot Laval um am 17. Januar nach Landerneau und dann nach Brest zu verlegen.

### 1871–1914
In den Jahren 1881–1886 war das Regiment in Tunesien eingesetzt.

### Erster Weltkrieg
Das Regiment wurde in Brest auf den Kriegszustand gebracht. Kommandeur war der Colonel Chapès.
Es war zu Kriegsbeginn fast ausschließlich aus Bretonen zusammengesetzt, was sich aber im Laufe des Krieges bis auf ein Drittel verringerte. Die verbliebenen Bretonen jedoch verkörperten weiterhin die Tradition und Qualität der Bretagne im Regiment.
Zugeteilt war das «19e RI» der «22e Division d’infanterie» (Général Pambet) im «11e Corps» (Général Eydoux).

#### 1914
- Kämpfe bei Maissin, in der Provinz Luxemburg
- Erste Marneschlacht  (8. – 13. September).
- Kämpfe an der Maas, bei Thiepval und Ovillers-la-Boisselle

#### 1915
- Herbstschlacht in der Champagne (Tahure)
- Stellungskämpfe am  Chemin des Dames und an der Somme

#### 1916
- Schlacht um Verdun, Kämpfe bei Berry-au-Bac

#### 1917
- Stellungskämpfe bei Mesnil-les-Hurlus, Laffaux und Fayet-St-Quentin

Im Mai war das Regiment in die Meutereien innerhalb der französischen Armee verwickelt.

#### 1918
- Kämpfe an der Avre, am Chemin des Dames, und am Hartmannsweilerkopf
- Zweite Marneschlacht
- Kämpfe bei Sommy-Py
- Übergang über die Aisne und die Maas

Das «19e régiment d' infanterie» war die letzte Einheit, die vom Waffenstillstand unterrichtet wurde.
In Maissin (Belgien) befindet sich ein Ehrenmal des Regiments dessen ewige Flamme von einem Veteranen bis 1998 jährlich am 11. November neu entfacht wurde.
Von 1914 bis 1918 hatte das Regiment mehr als 2830 Gefallene zu verzeichnen.

#### 1920
Auflösung

### Zweiter Weltkrieg
- 1939: Am 5. September wurde das Regiment durch das «Centre de mobilisation d infanterie 114»  (CMI 114 – Infanterie-Mobilisiserungszentrum) in  Landerneau unter dem Befehl von  Commandant Bretillon in den Kriegszustand versetzt. Es war der «22e division d’infanterie» zugewiesen und besetzte am 25. Dezember 1939 die Verteidigungslinien vor Waldweistroff in der Region Thionville und verblieb dort bis zum Ende Februar 1940.
- 1940: Das Regiment wurde zunächst in die Ardennen und dann, während der deutschen Offensive  vom 15. März bis zum 10. Mai in den Sektor Givet verschoben. Die Einheit besetzte eine acht Kilometer lange Linie an der belgischen Grenze zwischen  Bac du Prince und Boucle de Waulsort. Am 14. Mai traf der deutsche Angriff auf die Abwehrstellungen, worauf sich das Regiment über Couvin nach dem Forêt de St-Michel zurückzog. Bei diesem Rückzug wurde es komplett aufgerieben.

Die Fahne des Regiments wurde während dieser Ereignisse am 19. Mai verbrannt, um sie nicht dem Feind in die Hände fallen zu lassen.

## Nach 1945
Am 11. Juni 1964 wurde es in Brest als gekaderter Verband der «Défense opérationnelle du Territoire» (D.O.T) (Territorialverteidigung) unter der Bezeichnung 19e régiment d’infanterie de défense – 19e R.I.D. wieder aufgestellt. Im Jahre 1979 wurde es in ein aktives Regiment umgewandelt und erhielt den alten Namen zurück. 1998 wurde es endgültig aufgelöst.

## Regimentsfahne

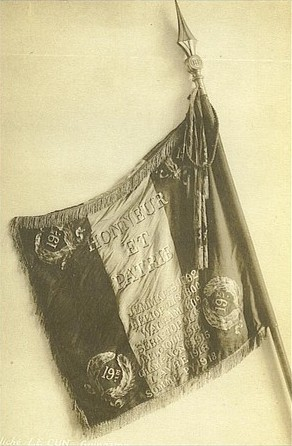
1940 verbrannte Fahne des Regiments

Auf der Rückseite der Regimentsfahne sind (seit Napoleonischer Zeit) in goldenen Lettern die Feldzüge und Schlachten aufgeführt, an denen das Regiment ruhmvoll teilgenommen hat.
- Valmy 1792
- Jemappes 1792
- Héliopolis 1800
- Wagram 1809
- Sébastopol 1854–55
- Belgique 1914
- Champagne 1915
- L'Avre 1918
- Somme-Py 1918

### Auszeichnungen

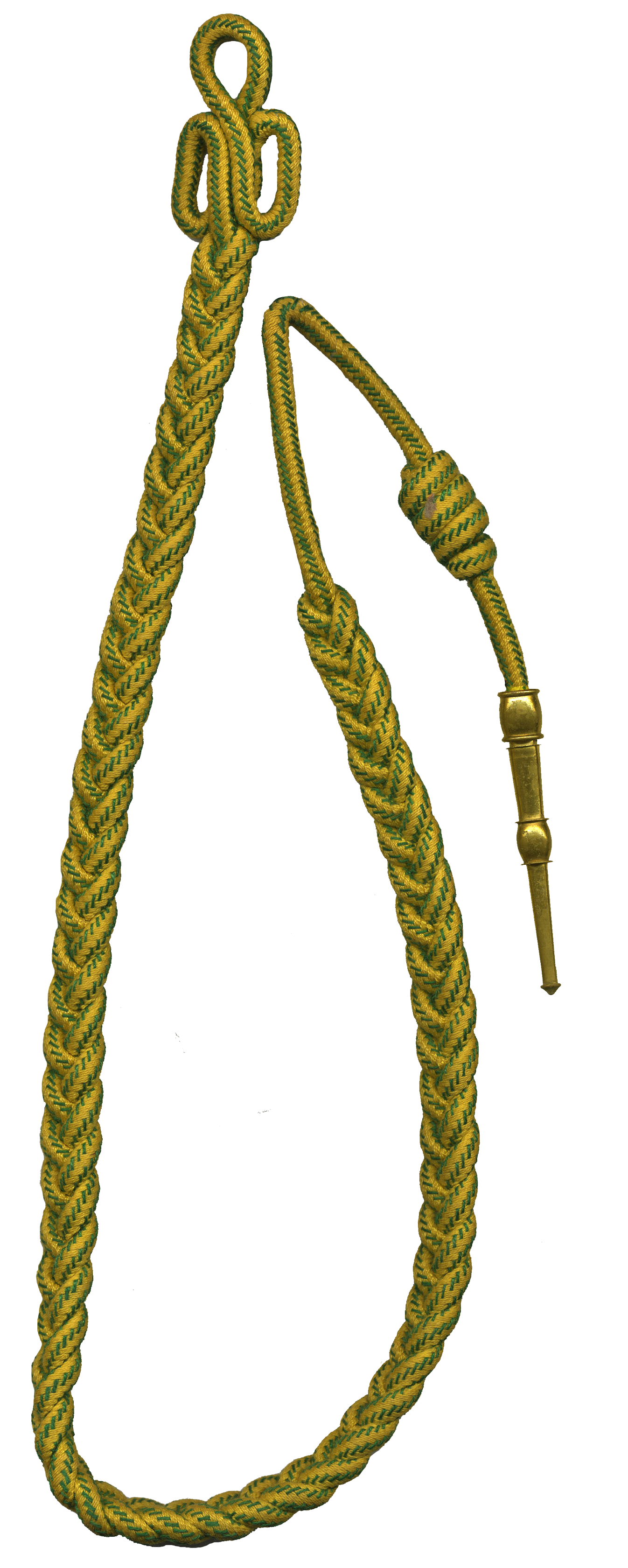
Fourragère der Médaille Militaire.
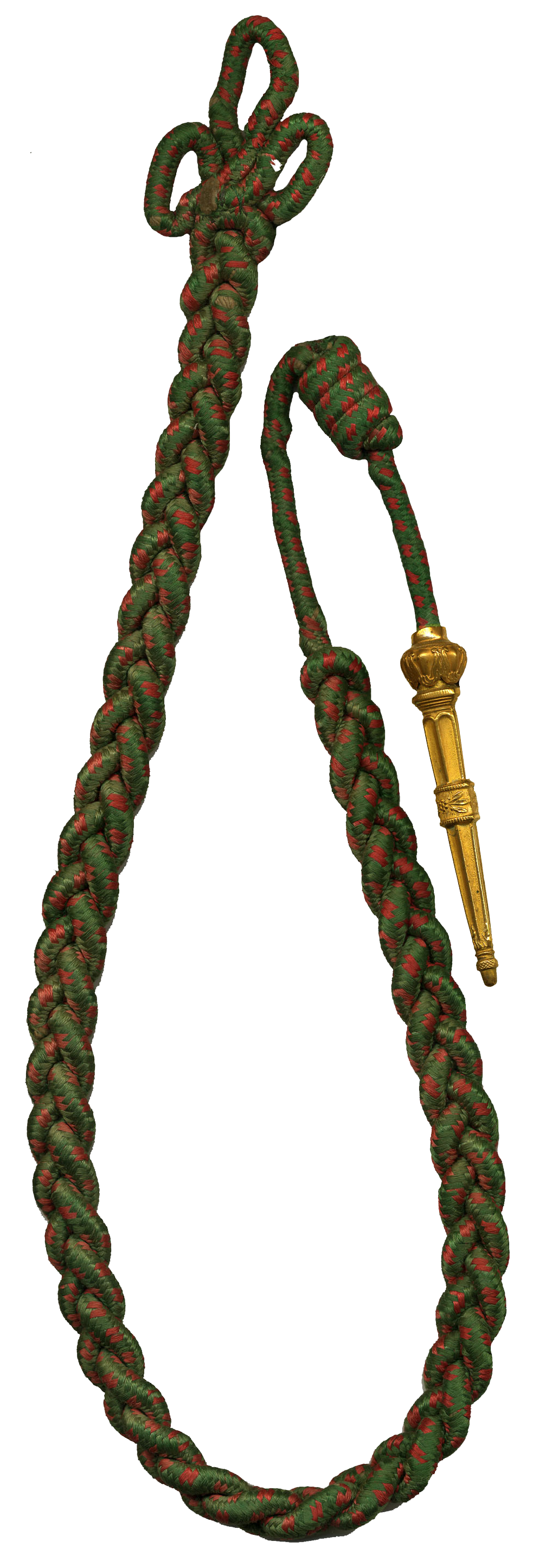
Fourragère des Croix de guerre 1914–1918.
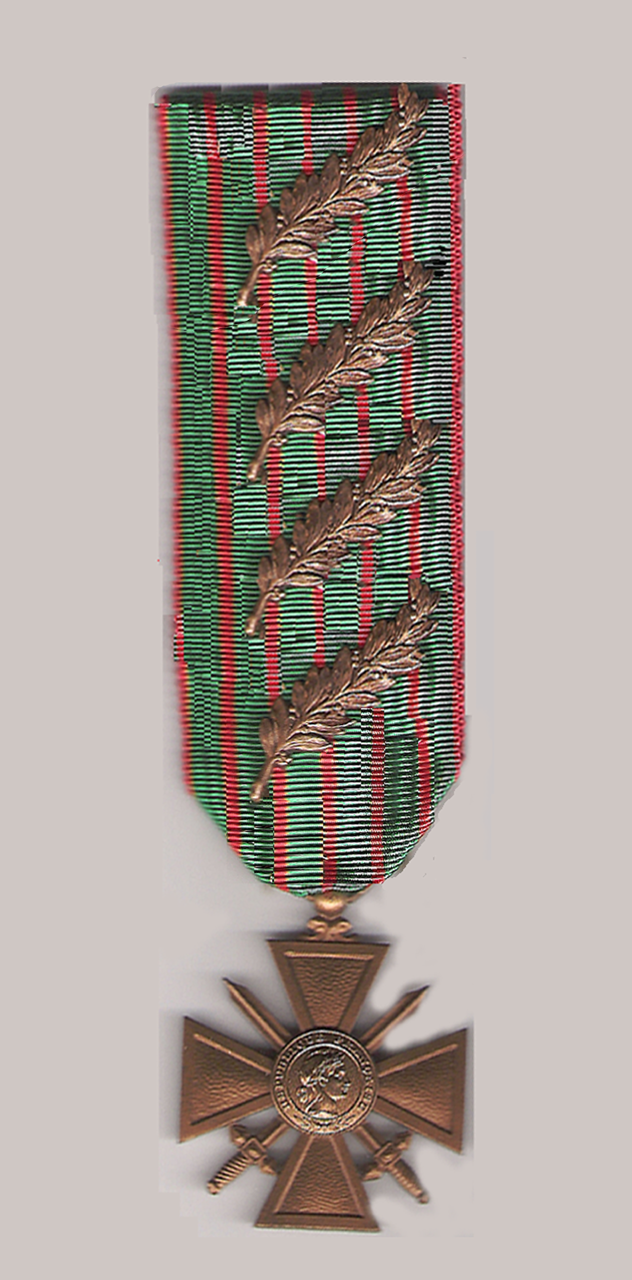
Croix de guerre 1914–1918 mit vier Palmenzweigen

Das Fahnenband ist mit dem:
- Croix de guerre 1914–1918 mit vier Palmenzweigen für lobende Erwähnungen im Armeebericht,
- der Fourragère in den Farben der Médaille militaire – verliehen am 17. April 1919[9],
- der Fourragère in den Farben des Croix de guerre 1914–1918 – verliehen am 9. Dezember 1917 dekoriert.[10]

## Verbandsabzeichen
Entworfen durch den Caporal Ducrocq, zeigt es die Küste der Bretagne mit einem Bildstock auf einem Felsen, der dem Ansturm der Wellen trotzt. Es soll die Zähigkeit der Bretagne und seiner Bewohner darstellen.